# لفة حشيش

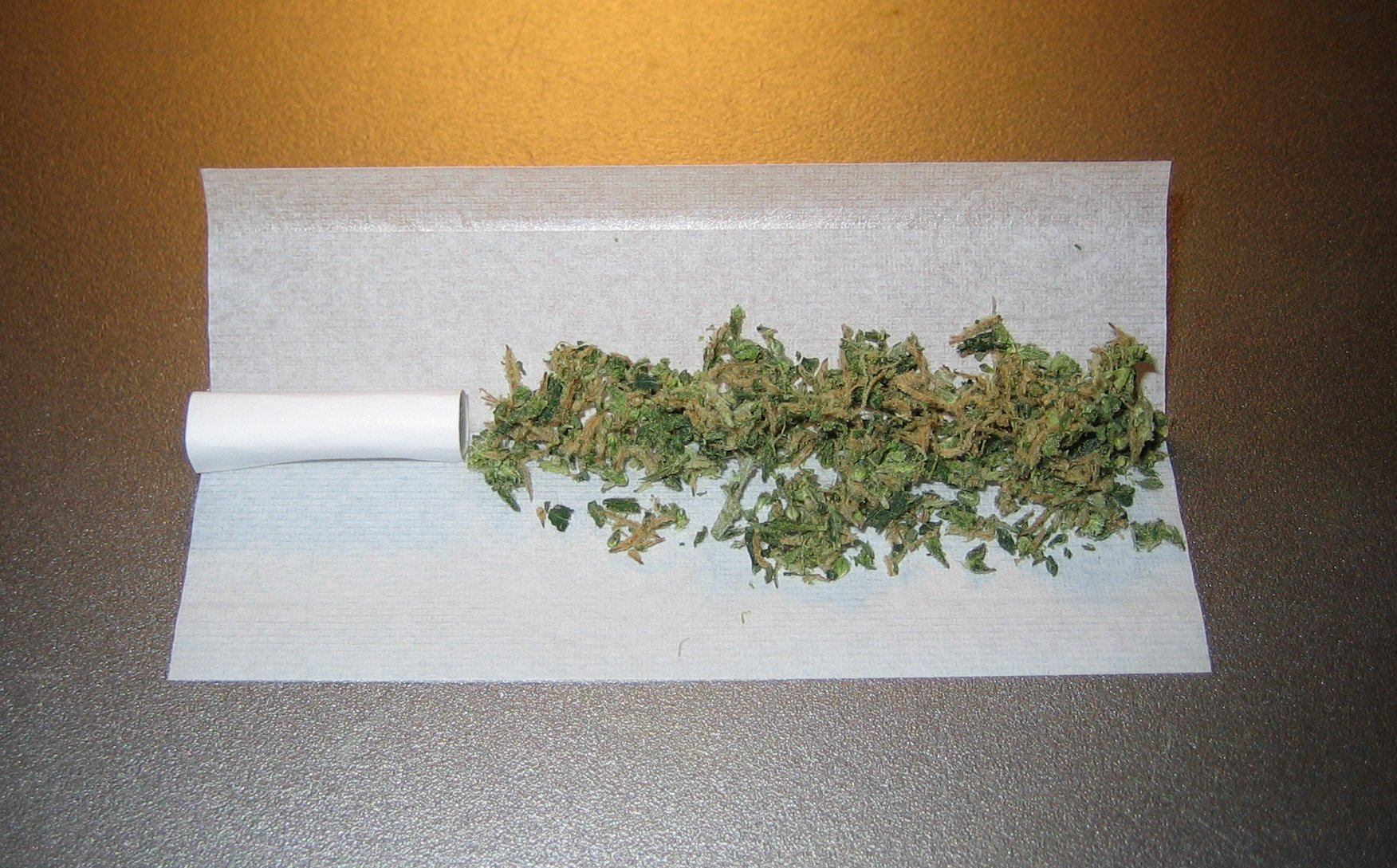
خليط تبغ وحشيش

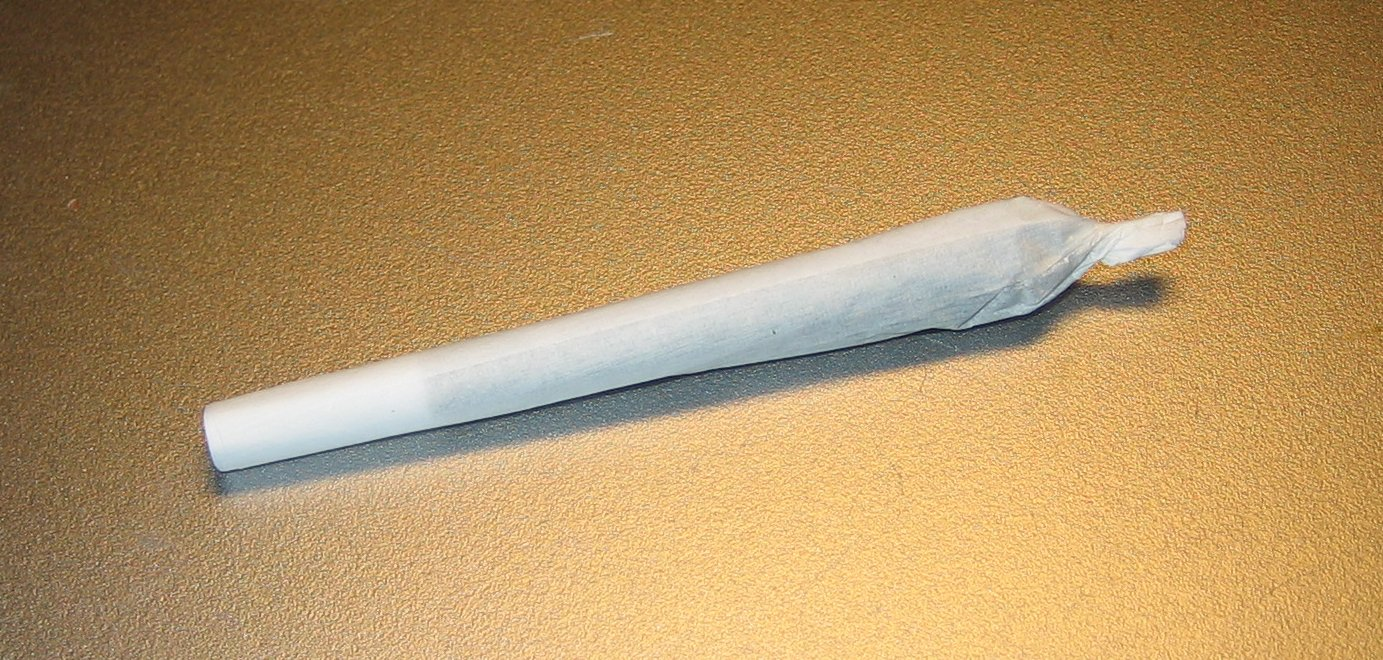
الحشيشة بعد اللف

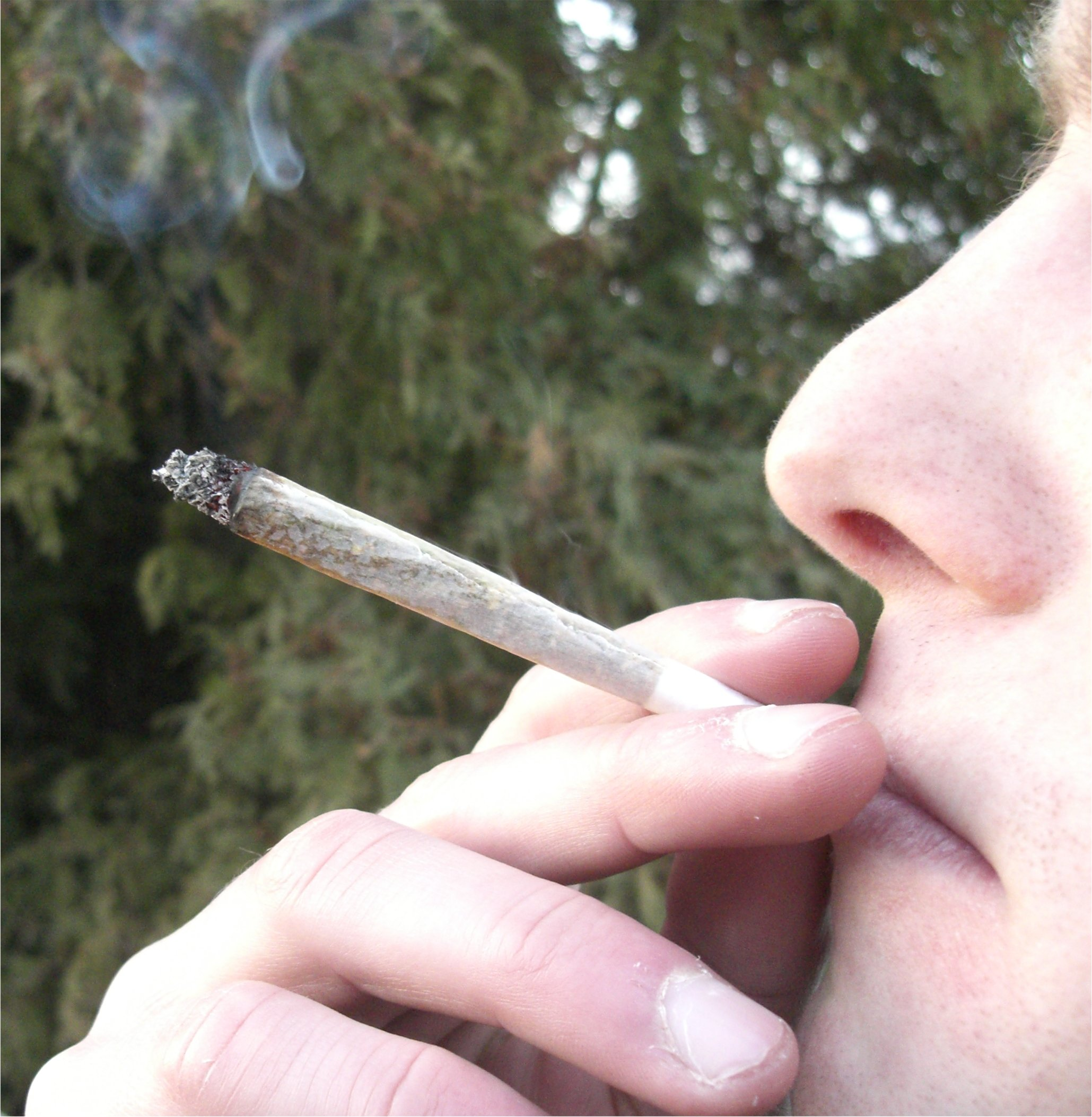
شخص يتناول الحشيش

لفة حشيش أو ملفوف حشيش (بالإنجليزية: Joint)‏ هي طريقة يستعملها مدخنو الحشيش لتناول الحشيش وهي مزجه مع التبغ في سيجارة ولف السيجار بعدها بورق تبغ رقيق حتى يسهل تدخينها بسهولة وتعتبر من أشهر وأسهل طرق تدخين الحشيش .